# Jonizacja iskrowa
Jonizacja iskrowa (znana także jako jonizacja źródłem iskrowym, jednak stosowanie tego terminu jest niezalecane) – metoda wykorzystywana do wytwarzania jonów w fazie gazowej z próbki będącej ciałem stałym. Przygotowana próbka jest odparowywana i częściowo jonizowana poprzez przerywane wyładowania iskrowe. Technika ta jest używana głównie w spektroskopii masowej. Aparatura wykorzystująca jonizację iskrową w połączeniu ze spektrometrem masowym nazywana jest spektrometrem masowym jonizacji iskrowej lub spektrometrem masowym źródła iskrowego (ang. spark source mass spectrometer – SSMS).
Na ogół jonizowane próbki znajdują się pomiędzy przewodzącymi prąd elektrodami (zazwyczaj grafitowa lub srebrna), między którymi wytwarzana jest iskra o wysokim napięciu, jonizująca próbkę pomiędzy końcówkami elektrod. Gdy próbką jest metal, to może ona służyć jako elektroda. Analizatory masy są zazwyczaj geometrii Mattaucha-Herzoga, a do wykrywania jonów używają albo światłoczułych płytek, albo układu detektorów liniowych typu channeltron.